# 聯合ニュース
聯合ニュース（れんごうニュース、ヨンハプ（ヨナプ）ニュース）は、大韓民国の通信社である。1980年設立。本社をソウル特別市鐘路区に置く。

## 略歴
1980年12月、当時韓国の2大通信社であった合同通信と東洋通信を中心に、中小の通信社も言論統廃合により統合され、聯合通信が発足した。1998年12月に社名を「聯合ニュース」に変更。
また、2011年12月1日、ニュース専門チャンネル「ニュースY」（現：聯合ニュースTV）を開局した。
2018年10月、YouTubeにおける英語ニュースチャンネル「Korea Now」開設。
2021年現在、韓国内に約570人、海外約60人の記者を擁し、1日に約3,000本のニュースコンテンツ（写真、画像や映像を含む）を国内の約180の新聞・放送、約120のウェブなどの媒体（ニューメディア）、約210の政府機関、約250の民間企業
、74か国の海外の契約メディア（88社）
に配信している。

## 日本との関係
共同通信社と協力協定を結んでおり、東京支社を東京都港区東新橋の共同通信本社ビル（汐留メディアタワー）内に置く。時事通信社とはアジア太平洋通信社機構を通じて間接的に交流がある。2005年6月には自社ウェブサイトで日本語によるニュースの提供を始めた。

## 会社概要
主な会社情報は別掲。
- 特派員常駐都市：ワシントン、ニューヨーク、ロサンゼルス、メキシコシティ、東京、北京、上海、香港、バンコク、ハノイ、ニューデリー、パリ、ロンドン、ベルリン、ブリュッセル、ジュネーヴ、モスクワ、カイロ、ヨハネスブルグなど
- 主な協定・契約通信社：AP、UPI、ブルームバーグ、ロイター、AFP、DPA（Deutsche Presse-Agentur）、共同通信社、新華社、朝鮮中央通信、タス通信
- 関連会社・団体：聯合P&M、聯合インフォマックス、北東アジア情報文化センター

### 歴代CEO
- 2018.3.28 趙成富（チョ・ソンブ）[4]

- 2015.3.25 朴魯晃（パク・ノファン）[5]

- 2013.3.15 宋炫昇（ソン・ヒョンスン）[6]

- 2012.3 朴ジョン讃(パク・ジョンチャン 박정찬)[7]

## 問題記事

### 「慰安婦200人」報道
- 1991年12月９日、聯合通信の金溶洙（キム・ヨンス[8]）記者が自らを元ラバウル海軍軍属とする白井勝俊の証言として「44年12月に霞ヶ浦海軍航空隊の指示で海軍所属の慰安婦200人が連合軍の空襲を避けて潜水艦に載って島を出ていった。潜水艦は米軍が設置した水雷と衝突、沈没するのを直接見た」と報道。更に白井の知人である鄭正募は「扱いに困った慰安婦を潜水艦に乗せて魚雷で沈めた」と白井が食い違う証言をしていたことも伝えている[9]。

引用元のNAVERニュースで「当時の日本潜水艦に200人が乗ることができるのか？」とのコメント（2020/5/31）があるように当時ラバウル方面で輸送任務にあたった伊号第四十一潜水艦で乗員94名で200人という数字に疑問をもたれている。ただし終戦直前稼働した伊号第四百一潜水艦（ラバウルで活動無し）は乗員157名で、終戦時に米軍接収された際には204名が乗船しており、乗員が超過することはあった。

### 「小学生挺身隊」報道
1992年1月14日に「小学生挺身隊」についての記事を初めて執筆したのは金溶洙記者。現代朝鮮研究者の西岡力の質問に対して、金記者は富山県に動員された6人の児童が慰安所でなく工場に動員されたことは事実であるとして
と弁解した。「小学生慰安婦」の存在の根拠は不明であり、かつ当時挺身隊だった女性が名乗りでて誤報であることが判明した 。

#### 影響
宮澤喜一首相訪韓直前であったため、挺身隊混同とともに小学生慰安婦報道が日韓で過熱した。
その後も修正報道などなく韓国内では「少女慰安婦」のイメージが定着化し、少女をモデルとした慰安婦像においても碑文にシドニー「the young girls　and women known as "Comfort Women" 」、サンフランシスコ「women and girls」、グレンデール「the girl being snatched」と認識が一般化するきっかけとなった。

### ヨーコ・カワシマ・ワトキンズの父親に関する報道
2007年、聯合ニュース発で、『竹林はるか遠く』の作者ヨーコ・カワシマ・ワトキンズの父親の731部隊幹部疑惑が報道された。ヨーコは、その父親の職業について「満洲で働く高級官僚」といいつつ、続編では「外交官」としており、その仕事内容は不透明なままである（2007年1月時議論）。しかしそれはソ連軍に命を狙われるような満州の利権がらみの仕事という松村伍長の言及より、その仕事とは731細菌兵器部隊所属の任務に違いないと憶測する説である。また、ヨーコの父親は「カワシマ・ヨシオ」とあり、この「カワシマ」姓をはじめ他の多数の登場人物と同じ姓の者が731部隊にいる点が合致し、いずれも「長期のシベリア抑留を受けた」経歴があることが更なる追加証拠であるとする。シベリアで6年刑に服した者はハバロフスク裁判で裁判を受けた731部隊関係者だけだとの専門家の指摘があるとされる。また、ヨーコはAmazon.comの販売ページに示された略歴で1933年旧満州奉天生まれとされていた（現在確認不可能）のが真の生誕地であるとするが、奉天は731部隊が所在した場所で、（素性が発覚してしまう恐れがあるので）小説の続編では日本の青森生まれとしたのだ、と論じられる。
作者自身は、これを否定し、父親は満鉄社員であると主張した。これについて、作品内容と矛盾し、作者の出生地や父親の職業について決して明確になったとは言えない、また、アメリカ移住前に作者が取ったとされる1952年（続編に書かれたところによれば、作者は三沢と思われる基地で1954年まで働いている）の戸籍では、①父と祖父の名がともに同じという日本･朝鮮･中国などではまず見られないケースであること（ただし、ハングルかアルファベットで「読み」だけを確認したのか、漢字まで確認したのか不明。）、②作品中では日本に帰国後まもなく亡くなったはずの母が存命している形になっていること、③娘の数が作品中の記述と合わないこと等として、偽造戸籍の可能性もあると批判があると聯合ニュースは報じた。
なお、作者は家族の名は実名であるとし、父の名を「川嶋良夫」としている。ハバロフスク裁判を受けた731部隊関係者のカワシマであれば「川島清」元軍医少将（元第4部/細菌製造部部長）がいるが、彼は日本に妻子もあり、のちに釈放されて自身の家族のもとに無事に帰っていて、ヨーコ・カワシマ・ワトキンズと何ら関係はない。

### 「東洋武術の宗主国」報道
- 2013年11月10日、東洋武芸の根元が朝鮮勢法であり、「中国の場合少林寺をブランド化し武術の宗主国を自任し、日本は剣道で名声をはせているが、 事実は朝鮮勢法が総ての東洋武芸の始原」との間違った主張を展開した[16]。

## 沿革
- 1945年12月20日　合同通信が発足
- 1952年04月20日　東洋通信が創刊

### 1980年代
- 1980年12月19日　合同、東洋の通信2社を統合し「株式会社聯合通信」設立
- 1980年12月30日　AP通信、UPI通信社、ロイター、AFP、共同通信と契約締結
- 1981年01月01日　釜山、大邱、光州、全州支局設置
- 1981年01月04日　創刊号発行（ニュース配信開始）
- 1981年01月12日　韓国の国内経済ニュースを海外配信開始
- 1981年01月19日　船舶放送開始
- 1981年01月23日　台湾CNA通信とニュース交換契約締結
- 1981年02月0000　インドUNI、マレーシアBERNAMA、インドネシアANTARA、イランRNA通信とニュース交換契約締結
- 1981年03月01日　春川支局設置
- 1981年03月12日　大田支局、清州支局設置
- 1981年04月01日　英文ニュースを東南アジア、アフリカ中東地域に向け発信開始
- 1981年05月01日　「聯合年鑑」「月刊画報」（世界）創刊
- 1981年07月10日　済州支局設置
- 1981年07月0000　インドPTI、フィリピンPNA、アルジェリアAPS通信とニュース交換契約締結
- 1981年08月06日　「KOREA ANNUAL」創刊
- 1981年09月11日　ASEAN通信機構の会員社間での各種ニュース交換契約を締結
- 1981年09月13日　ニューヨーク支社設置
- 1981年11月16日　スペインefe通信とニュース交換契約締結
- 1982年02月0000　サウジアラビアSPA通信、ガーナGNA通信とニュース交換契約締結
- 1982年03月0000　英国CAMERA PRESSと写真交換契約、チュニジアTAP、イタリアANSA通信とニュース交換契約締結
- 1982年04月28日　1988年ソウルオリンピック準備委員会を構成
- 1982年09月20日　トルコAA（Anadolu Ajansi）、モロッコMAP通信とニュース交換契約締結
- 1986年09月20日　第10回アジア競技大会（ソウル）の主管通信業務を担当
- 1988年07月31日　ソウル特別市鐘路区寿松洞の新社屋に本社移転
- 1988年08月01日　記事編集・送受信を完全電算化
- 1988年09月17日　ソウルオリンピックの主管通信業務を担当

### 1990年代
- 1995年03月1日　「YTN」設立
- 1996年11月01日　自社ウェブサイト (www.yonhapnews.co.kr) 開設
- 1997年12月02日　保有するYTN株式を韓電KDN（韓国電力公社の子会社）に売却
- 1998年11月19日　「インターネット聯合ニュース」創刊（自社ウェブサイトでニュース提供開始）
- 1998年12月19日　社名を「株式会社聯合ニュース」に変更
- 1999年01月01日　内外通信を吸収合併

### 2000年代
- 2000年01月03日　自社ウェブサイト () で英語ニュース提供開始
- 2001年05月17日　共同通信社と2002 FIFAワールドカップについて記事交流協定を締結
- 2002年12月10日　朝鮮中央通信とニュース交流協定を締結、北朝鮮のニュース配信開始
- 2003年08月30日　「ニュース通信振興に関する法律」施行。国家基幹通信社に指定
- 2003年11月06日　共同通信社と協力基本協定を締結
- 2005年06月01日　日本語ウェブサイト開設。1日に約30本のニュースを提供
- 2005年10月24日　ニュース通信振興会が「ニュース通信振興に関する法律」に基づき発足